# ERKE
ERKE es una marca de ropa deportiva propiedad de la empresa china HongXing Erke Group. La marca está especializada en calzado y ropa deportiva y ha patrocinado a importantes iconos del deporte dentro del equipo olímpico chino. Erke también fue el patrocinador oficial del equipamiento de la selección nacional de fútbol de Corea del Norte.
Erke también fue el patrocinador oficial de la ropa del WTA Tour Championships 2012 y del torneo de tenis ATP 1000 de Shanghái, así como del torneo abierto de tenis de mesa de Catar.